# Rasmus Christensen
Rasmus Christensen, född 12 november 1836 i Melby på Fyn, död 28 september 1920 i Lund, var en dansk-svensk trädgårdsmästare.
Christensen genomgick Rosenborgs trädgårdsskola 1860–1862, var undergartner vid Botanisk Have i Köpenhamn 1864–1868, akademiträdgårdsmästare vid Lunds universitet 1869–1905 och lärare vid Alnarps trädgårdsskola 1876–1906. Han var sekreterare och skattmästare i Skånska trädgårdsföreningen 1888–1897 och under samma tidsperiod redaktör för föreningens tidskrift. Han utgav Krukväxtodling i boningsrum (1886).